# Maisonnisses
Maisonnisses ist eine Gemeinde in Frankreich. Sie gehört zur Region Nouvelle-Aquitaine, zum Département Creuse, zum Arrondissement Guéret und zum Kanton Ahun. Die Bewohner nennen sich Maisonnisseaux.

## Geographie
Sie grenzt im Südwesten, im Westen und im Nordwesten an Sardent, im Nordosten an Peyrabout, im Osten an Lépinas und im Südosten an La Chapelle-Saint-Martial.

## Bevölkerungsentwicklung
| Jahr      | 1962 | 1968 | 1975 | 1982 | 1990 | 1999 | 2008 | 2016 |
| --------- | ---- | ---- | ---- | ---- | ---- | ---- | ---- | ---- |
| Einwohner | 316  | 284  | 265  | 189  | 206  | 213  | 207  | 197  |

## Sehenswürdigkeiten

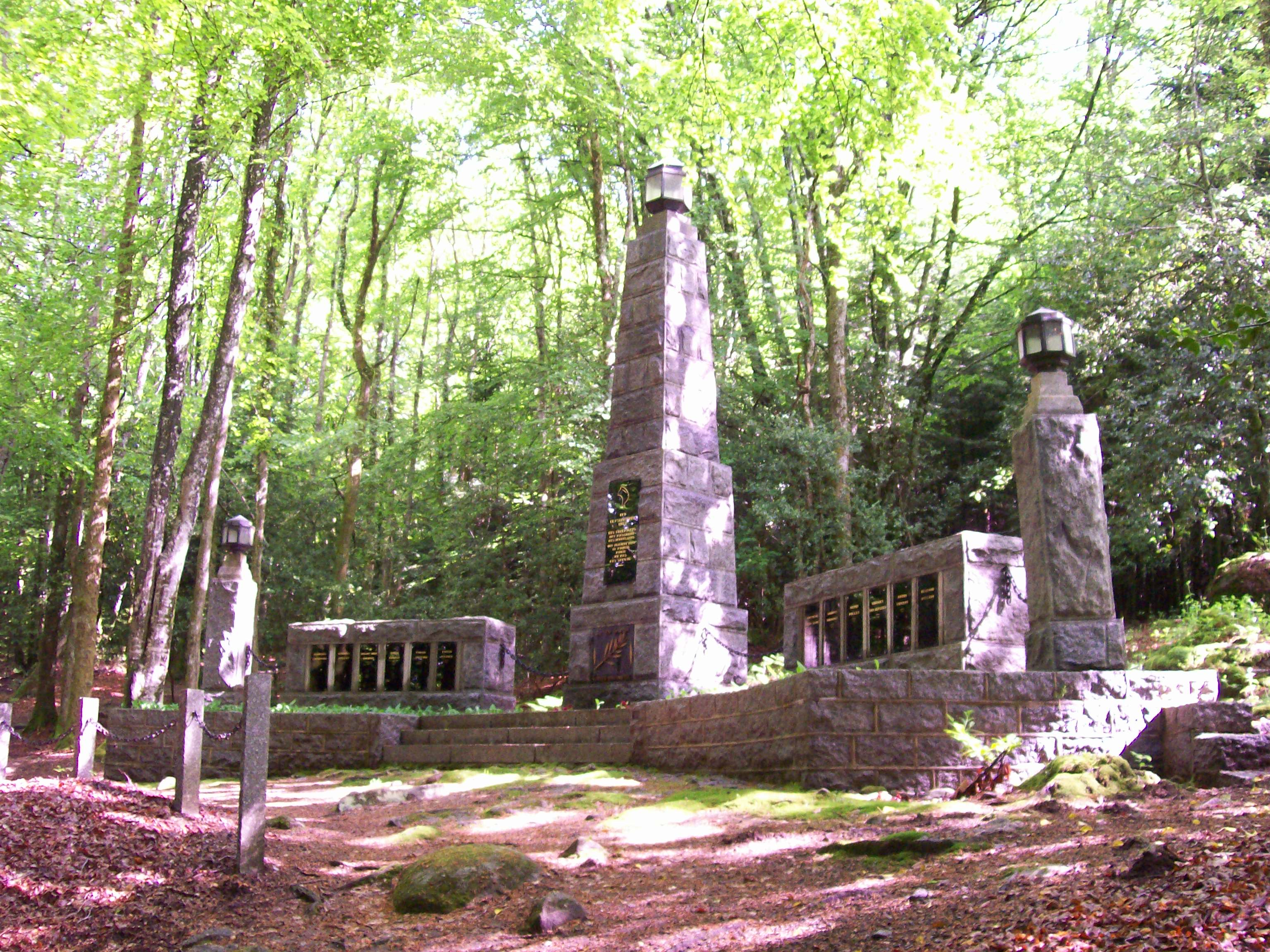
Mahnmal der Résistance

- Kirche Saint-Sébastien
- Mahnmal der Résistance